# Levi Walter Mengel
Pour les articles homonymes, voir Mengel.
Levi Walter Mengel, né le 27 septembre 1868 à Reading (Pennsylvanie) où il est mort le 3 février 1941, est un entomologiste américain.

## Biographie

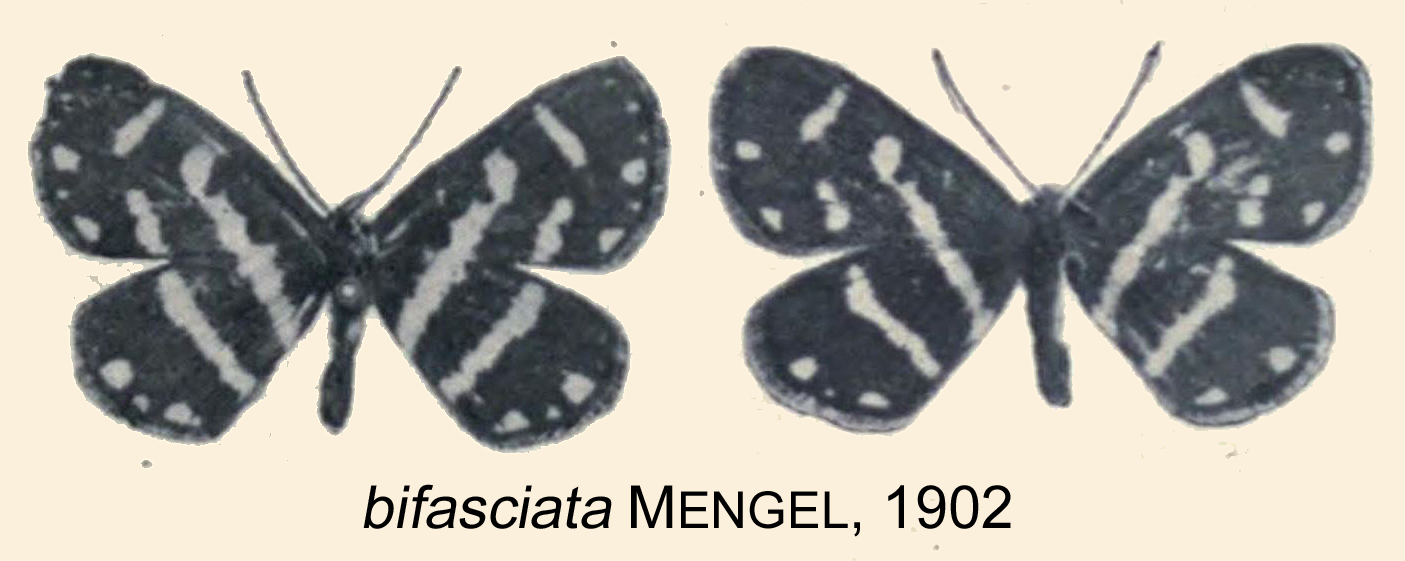
Baeotis bifasciata, Mengel, 1902

Directeur du Reading Public Museum (en) à partir de 1904, Mengel est connu pour avoir participé en 1891-1892 à l'Expédition North Greenland de Robert Perry dont le but était de vérifier si le Groenland était une île ou une péninsule du Pôle nord,.
Professeur de chimie et de physique à la haute école pour garçons de Reading de 1895 à 1915, il meurt à l'hôpital de Reading après avoir fait un accident vasculaire cérébral au Reading Public Museum.

## Publication
- A Catalogue of the Erycinidae: A Family of Butterflies: With the Synonomy Brought Down, 1904